# Yukio Araki
Yukio Araki (荒木幸雄, Araki Yukio) (10 mars 1928 - 27 mai 1945) est un pilote de l'armée impériale japonaise qui effectua une attaque kamikaze à 17 ans durant la bataille d'Okinawa.

## Biographie
Né à Kiryū dans la préfecture de Gunma, Araki rejoint à 15 ans le programme de jeunes pilotes du service aérien de l'Armée impériale japonaise. Vers septembre 1943, il commence une formation sur la base aérienne de Tachiarai. Après son diplôme, il travaille au terrain d'aviation de Metabaru (en), puis en 1944 à Heijo (aujourd'hui connue sous le nom de Pyongyang) en Corée. Il devient le plus jeune pilote kamikaze durant la Seconde Guerre mondiale quand, à l'âge de 17 ans, il décolle du terrain d'aviation de Bansei à Kagoshima dans un avion d'entraînement Tachikawa Ki-54 le 27 mai 1945. Il est possible que son avion soit l'un des deux qui ont frappé le destroyer américain USS Braine (en), tuant 66 membres d'équipage mais ne coulant pas le navire,.
Araki était chez lui en avril 1945 et a laissé des lettres à sa famille à être ouvertes après sa mort. L'une de ces lettres dit :
S'il vous plaît trouver du plaisir dans votre admiration de ma fidélité à l'empereur et de ma dévotion à mes parents.
Je n'ai pas de regrets. Je me dirige vers mon destin.
Quelques-uns de ses cheveux et des morceaux d'ongles (qui ont été coupés avant son départ en mission) ont été retournés à sa famille pour l'enterrement à Kiryū. En 2004, Tsuneyuki Mori (également écrit Mohri) publie un livre intitulé Yuki wa juunanasai tokkou de shinda (« Yuki meurt à 17 ans dans une attaque kamikaze ») sur sa vie. Mori est l'un des spécialistes japonais reconnus des pilotes kamikazes et de leur monde.